# Dudley Do-Right (film)
Dudley Do-Right este un film de comedie romantică din 1999, inspirată din desenele animate Dudley Do-Right ale lui Jay Ward și produsă de Davis Entertainment pentru Universal Studios. Rolul titular este interpretat de Brendan Fraser. El a fost filmat la Vancouver (Columbia Britanică, Canada). Dudley Do-Right a fost al doilea film al lui Fraser inspirat din benzile desenate ale lui Jay Ward, primul fiind George, trăsnitul junglei, în 1997.

## Rezumat
Povestea începe cu trei copii și un cal. Aceștia sunt copiii Dudley Do-Right (Dyllan Christopher), Nell Fenwick (Ashley Yarman), Snidely Whiplash (Jeremy Bergman) și Calul. Cei trei discută despre aspirațiile lor; Dudley crede că el este destinat să fie un polițist montan canadian, în timp ce Nell dorește să vadă lumea. Snidely, cu toate acestea, dorește să fie "băiat rău".
Câțiva ani mai târziu, toți trei și-au îndeplinit destinele propuse. Dudley (Brendan Fraser) este acum un polițist montan (dar respectă întotdeauna legile și uită frecvent chiar și de cele mai evidente lucruri), iar Snidely (Alfred Molina), a devenit un infam jefuitor de bănci. După ce Snidely și banda sa jefuiesc o bancă de bani și aur, Snidely își păcălește întreaga bandă făcându-i pe tâlhari să creadă că el a fugit cu cea mai mare parte din bani în Sudan; tâlharii se duc în Sudan să-l prindă. Snidely presară aurul furate și-l împrăștie în lacuri. Dudley îl surprinde, dar Snidely îl păcălește făcându-l să creadă că vânează vampiri și se folosește o tactică asemănătoare pentru a-l speria pe Cal. La puțin timp după aceasta, Nell (Sarah Jessica Parker), se întoarce din turul lumii și vine să-l caute pe Dudley. Cei doi participă la un festival al tribului Kumquat din apropiere.
Între timp, prospectorul Kim J. Darling (Eric Idle), cel mai sărac omul din Valea Semifericită, găsește aur în râu, iar Snidely îl transformă într-o senzație de presă. Goana după aur ce urmează îi crește popularitatea lui Snidely și el preia rapid controlul asupra orașului, redenumindu-l "Whiplash City". În cele din urmă, oamenii lui Snidely se întorc din Sudan să-l omoare pentru că i-a înșelat, dar Snidely îi convinge să accepte să trăiască în lux în noul său oraș. Dudley devine convins că Snidely plănuiește ceva și se confruntă cu el, dar Snidely râde de el și i-o fură pe Nell. Snidely îl trimite pe aghiotantul său, Homer, să-l asasineze pe Dudley cu o bombă, dar Dudley lipsea de acasă atunci când bomba explodează. Tatăl lui Nell, inspectorul Fenwick (Robert Prosky), descoperă acest lucru și-l concediază pe Dudley din rândul polițiștilor montani. Dudley cade în depresie și rătăcește prin oraș până când se întâlnește cu bețivul Darling, care îi oferă adăpost în peștera lui subteran din pădure. Darling îi spune lui Dudley de planurile și popularitatea dobândită de Snidely și îl ia să vadă o gală în onoarea lui Snidely. Dudley încearcă să o ia înapoi pe Nell de la Snidely, dar pierde în mod patetic.
Darling decide să-l transforme pe Dudley printr-un antrenament într-un adversar mai redutabil, ceea ce face ca Dudley să fie lovit cu pietre într-un exercițiu de încredere și bătut cu bețe într-o încercare de a-i intensifica simțurile. La sfârșitul antrenamentului, care-l lasă pe Dudley aproape inconștient, Darling afirmă că Dudley este pregătit pentru a lupta împotriva inamicului, cu condiția ca acesta să nu-l atace cu bețe. Mai întâi, Dudley îl intimidează pe unul din oamenii lui Snidely făcându-l să-i spună când vine următorul transport de aur. Dudley sabotează transportul și își lasă amprenta pe atelierul lui Snidely, precum și la cursul favorit de golf. În cele din urmă, Darling îl părăsește pentru a-și regăsi familia și se desparte de Dudley, mulțumindu-i pentru prietenia lui. Dudley se folosește de antrenamentul său pentru a o recâștiga pe Nell de la Snidely, care jură răzbunare. Snidely încearcă să mobilizeze oamenii împotriva Dudley, dar respectarea lor persistente pentru Dudley numai ei se întoarce împotriva Snidely. Snidely descoperă în cele din urmă că Dudley și Nell se află la un alt festival al tribului Kumquat și conduce un atac la scară mare împotriva lor. Indienii fug pentru a-și scăpa viața, până ce Cal reapare și-l ajută pe Dudley să saboteze tancurile lui Snidely, făcându-i pe Snidely și Homer să tragă unul contra celuilalt. O cavalerie de polițiști montani apare și-i arestează pe Snidely și oamenii lui. Darling vine și el cu soția și îi dezvăluie lui Dudley că ei au chemat cavaleria. Inspectorul Fenwick îl reintegrează pe Dudley în rândul polițiștilor montani.
Scena finală îi prezintă pe Dudley și Nell locuind împreună în casa reconstruită a lui Dudley. Ei se sărută, iar filmul se termină.

## Distribuție
- Corey Burton - povestitorul
- Brendan Fraser - Dudley Do-Right
- Sarah Jessica Parker - Nell Fenwick
- Alfred Molina - Snidely Whiplash
- Eric Idle - prospectorul Kim J. Darling
- Robert Prosky - inspectorul Fenwick
- Alex Rocco - șeful tribului Kumquat
- Jack Kehler - Homer
- Don Yesso - Kenneth
- Jed Rees - Lavar
- C. Ernst Harth - Shane
- Regis Philbin - el-însuși
- Kathie Lee Gifford - ea-însăși
- Michael Chambers - dansator
- Anne Fletcher - dansatoare

## Recepție
Filmul a fost un eșec de box office. Potrivit sitului Box Office Mojo (http://www.boxofficemojo.com), filmul a avut în primul week-end încasări brute interne de 3.018.345 dolari, care au dus la încasări totale interne de 9.974.410 dolari. Potrivit sitului, filmul a fost realizat cu un buget de 70 de milioane $.
El a fost un eșec și din punct de vedere critic, din cauza comentariilor negative. Filmul are în prezent un rating de 14% pe Rotten Tomatoes, cu consensul sitului că "glumele nu sunt așa de amuzante".
Criticul Roger Ebert a dat filmului două stele și jumătate, afirmând: "Dudley Do-Right este o versiune genială a vechilor desene animate, cu o cantitate mare de umor de prost gust larg, care le place copiilor și îi face pe adulți să tresară. Am tresărit a noua sau a zecea oară când Dudley a călcat pe o scândură și aceasta l-a lovit în cap, dar m-am bucurat de film mai mult decât m-am așteptat. Este inofensiv, gândit simplu și are un cuplu de secvențe mai bune decât merită cu adevărat Dudley."